# دوغ ألتمان
دوغ ألتمان (بالإنجليزية: Douglas G. Altman)‏ هو إحصائي بريطاني، ولد في 12 يوليو 1948 في لندن في المملكة المتحدة، وتوفي في 3 يونيو 2018 بسبب سرطان القولون.